# Марко Ілаймахарітра
Марко Ілаймахарітра (малаг. Marco Ilaimaharitra, нар. 26 липня 1995, Мюлуз) — мадагаскарський футболіст, півзахисник, захисник клубу «Шарлеруа».
Виступав, зокрема, за клуб «Сошо», а також національну збірну Мадагаскару.

## Клубна кар'єра
Народився 26 липня 1995 року в місті Мюлуз. Вихованець юнацьких команд футбольних клубів «Мюлуз» та «Сошо».
У дорослому футболі дебютував 2013 року виступами за команду «Сошо», в якій провів чотири сезони, взявши участь у 104 матчах чемпіонату. Більшість часу, проведеного у складі «Сошо», був основним гравцем команди.
До складу клубу «Шарлеруа» приєднався 2017 року. Станом на 6 липня 2019 року відіграв за команду з Шарлеруа 67 матчів в національному чемпіонаті.

## Виступи за збірні
2013 року дебютував у складі юнацької збірної Франції (U-19), загалом на юнацькому рівні взяв участь в 11 іграх.
2017 року дебютував в офіційних матчах у складі національної збірної Мадагаскару.
У складі збірної був учасником Кубка африканських націй 2019 року в Єгипті.